# Європейський музей року
Європейська премія музей року (англ. European Museum of the Year Award, EMYA) — найпрестижніша європейська премія у сфері музейної справи, яку присуджує щороку Європейський музейний форум під патронатом Ради Європи. Премію заснували 1977 року журналіст Кеннет Хадсон, академік Річард Гоґґарт і Джон Леттс.
У конкурсі можуть брати участь музеї з 46 країн які є членами Ради Європи, за умови якщо були нещодавно відкриті або модернізовані за останні три роки.

## Переможці
| Рік  | Переможець                             | Розташування   | Примітка |
| ---- | -------------------------------------- | -------------- | -------- |
| 1977 | Музей Айрон-Брідж                      | Айронбридж     |          |
| 1978 | Замок Райдт                            | Менхенгладбах  |          |
| 1979 | Музей Камарг                           | Арль           |          |
| 1980 | Музей Катерінеконвент                  | Утрехт         |          |
| 1981 | Музей народного мистецтва              | Нафпліон       |          |
| 1982 | Музей історії та мистецтва             | Сен-Дені       |          |
| 1983 | Регіональний музей                     | Зарганс        |          |
| 1984 | Zuiderzeemuseum                        | Енкгейзен      |          |
| 1985 | Премія не вручалася                    |                |          |
| 1986 | Місцевий музей Стокгольму              | Стокгольм      |          |
| 1987 | Біміш                                  | Дарем          |          |
| 1988 | Brandts Klaedefabrik                   | Оденсе         |          |
| 1989 | Музей Сундсвалля                       | Сундсвалль     |          |
| 1990 | Екомузей Авеснуа                       | Фурмі          |          |
| 1991 | Музей Левентіс                         | Нікосія        |          |
| 1992 | Музей праці та технологій              | Мангайм        |          |
| 1993 | Музей Алта                             | Алта           |          |
| 1994 | Національний музей Данії               | Копенгаген     |          |
| 1995 | Олімпійський музей                     | Лозанна        |          |
| 1996 | Музей румунського селянина             | Бухарест       |          |
| 1997 | Музей анатолійських цивілізацій        | Анкара         |          |
| 1998 | Національний охоронний центр           | Ліверпуль      |          |
| 1999 | Французький музей ігрових карт         | Іссі-ле-Муліно |          |
| 2000 | Музей Гуггенгайма                      | Більбао        |          |
| 2001 | Національний залізничний музей         | Йорк           |          |
| 2002 | Бібліотека Честера Бітті               | Дублін         |          |
| 2003 | Музей Вікторії та Альберта             | Лондон         |          |
| 2004 | Археологічний музей                    | Аліканте       |          |
| 2005 | Нідерландський музей просто неба       | Арнем          |          |
| 2006 | CosmoCaixa                             | Барселона      |          |
| 2007 | Німецький еміграційний центр           | Бремергафен    |          |
| 2008 | Музей Куму                             | Таллінн        |          |
| 2009 | Музей Зальцбурга                       | Зальцбург      |          |
| 2010 | Оцеанеум                               | Штральзунд     |          |
| 2011 | Галло-романський музей                 | Тонгерен       |          |
| 2012 | Музей Медіна аз-захра                  | Кордова        |          |
| 2013 | Музей Ріверсайд                        | Глазго         |          |
| 2014 | Музей невинності                       | Стамбул        |          |
| 2015 | Державний музей                        | Амстердам      |          |
| 2016 | Музей історії польських євреїв "ПОЛІН" | Варшава        |          |
| 2017 | Музей етнографії де Женев              | Женева         |          |
| 2018 | Музей дизайну                          | Лондон         |          |
| 2019 | Музей Бурхааве                         | Лейден         |          |
| 2020 | Музей Stapferhaus                      | Ленцбург       |          |
| 2021 | Центр біорізноманіття "Натураліс"      | Лейден         |          |
| 2022 | Естонський національний музей          | Тарту          |          |